# Nuvilly
Nuvilly (toponimo francese) è un comune svizzero di 424 abitanti del Canton Friburgo, nel distretto della Broye.

## Monumenti e luoghi d'interesse

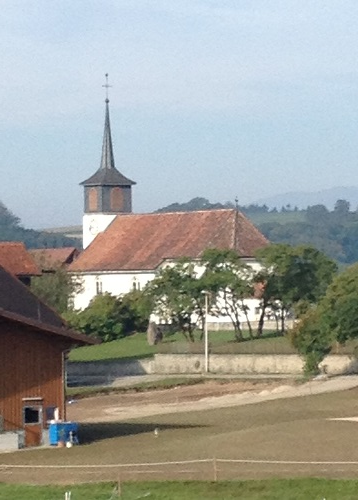
La chiesa cattolica di San Giacomo

- Chiesa cattolica di San Giacomo, eretta nel 1687[1].

## Società

### Evoluzione demografica
L'evoluzione demografica è riportata nella seguente tabella:
Abitanti censiti

## Amministrazione
Ogni famiglia originaria del luogo fa parte del comune patriziale che ha la responsabilità della manutenzione di ogni bene comune.